# 한나래 (테니스 선수)
한나래(1992년 7월 6일~)는 대한민국의 테니스 선수이다. 

## 생애 및 경력
1992년 강화도에서 태어났으며 인천에서 성장했다. 간석초등학교 3학년 때 처음으로 테니스를 시작했으며 부평서여중과 석정여고를 졸업했다. 고등학교 졸업 후인 2011년에 프로 선수 활동을 시작했다.
2014년 9월 인천에서 열린 2014년 아시안 게임에 참가했고 복식 경기에서 유미와 짝을 이뤄 출전했으며 첫 상대인 중국의 돤잉잉과 정싸이싸이 조에게 패해 탈락했다. 같은 대회 여자 단체전에서도 출전하여 첫 상대인 필리핀과의 경기에서 데니즈 다이를 꺾으며 승리에 기여했으나 다음 상대인 일본과의 경기에서 호즈미 에리에게 패했고 대표팀도 일본팀에게 패하여 대회를 마감했다. 
2015년 7월 광주에서 열린 2015년 하계 유니버시아드 여자 단식에서 8강에 올랐으며 인도네시아의 베아트리체 구물리야에게 패했다. 같은 대회의 여자 복식에서는 이소라와 팅을 이뤄 중화 타이베이의 쉬제위와 리야쉬안 조를 꺾고 금메달을 획득하였다. 또한 단체전에서도 출전하여 중화 타이베이와 태국팀의 뒤를 이어 동메달을 획득했다.
2018년 8월에는 인도네시아 자카르타에서 열린 2018년 아시안 게임에 참가하였다. 여자 단식에서 베트남의 응우옌리사반나와 우즈베키스탄의 니기나 아브두라이모바를 꺾으며 8강에 올랐으나 중국의 장솨이에게 패하여 탈락했다. 복식에서는 김나리와 팀을 구성하여 출전했으며 스리랑카와 베트남을 꺾고 8강에 올랐다. 같은 해 9월 코리아 오픈 복식에서 최지희와 짝을 이뤄, 중화 타이베이의 셰위제와 셰수웨이 조를 꺾으며 우승을 차지했다. 이로 인해 2004년에 우승한 전미라와 조윤정 조 이후 14년 만에 코리아 오픈 대회에서 우승한 한국 선수가 되었다.
2019년 12월에는 중국 주하이에서 열린 2020년 오스트레일리아 오픈 아시아 오세아니아 지역 예선에서 일본의 시미즈 아야노를 꺾으며 본선에 개인 처음으로 진출하였다. 2020년 오스트레일리아 오픈 본선에서는 슬로베니아의 타마라 지단셰크에게 패하며 1라운드에서 탈락했다. 2021년 코리아 오픈에서도 최지희와 짝을 이뤄 다시 한 번 우승을 하였다. 2023년 US 오픈 본선에 진출하며 개인 두 번째로 그랜드슬램 본선에 나가게 되었다.

## 우승 기록
- 2018년 WTA 코리아 오픈 복식 우승
- 2021년 WTA 코리아 오픈 복식 우승